# Salonwagen Nr. 1

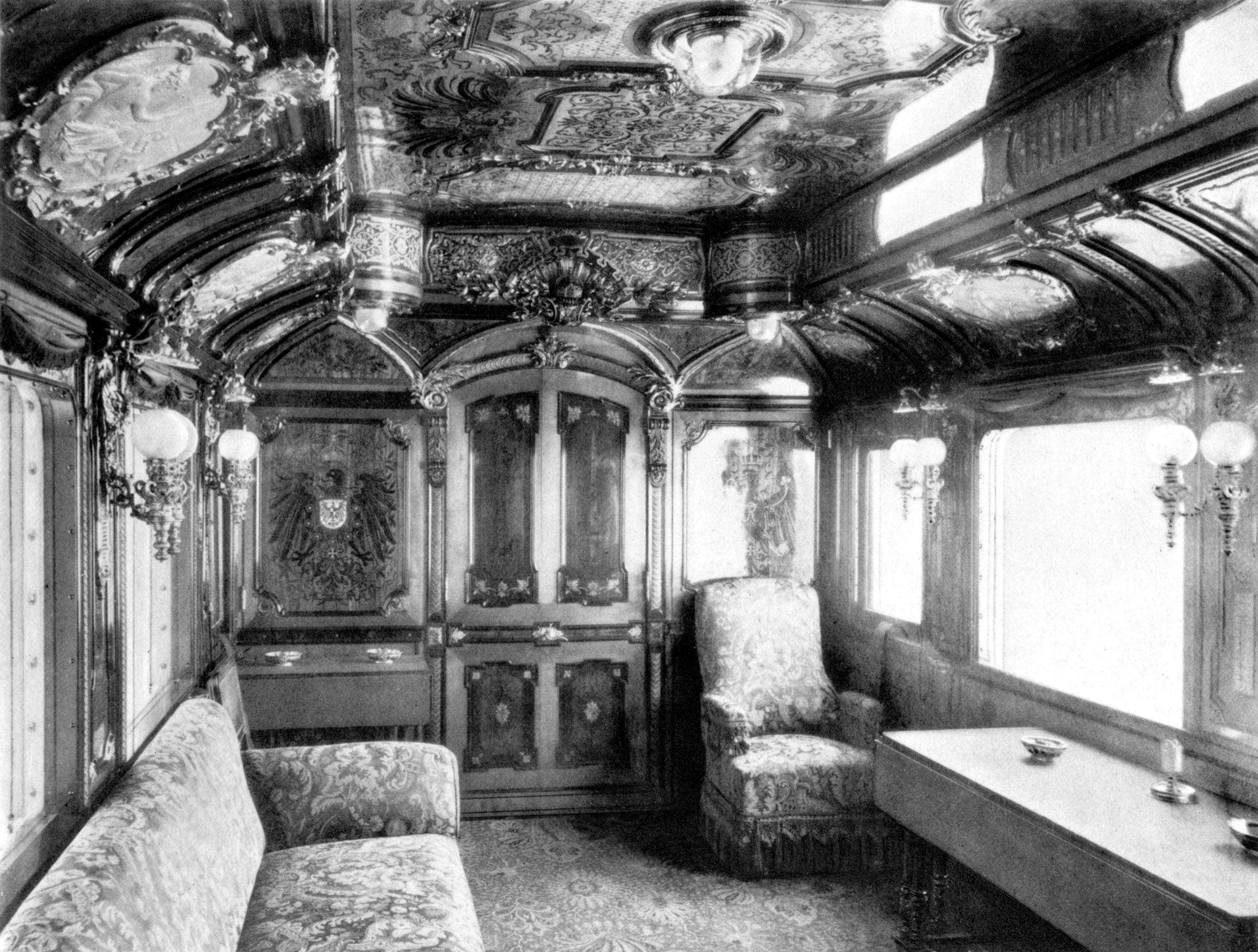
Der Salon, gestaltet von Otto Lessing.

Der Salonwagen Nr. 1 diente dem deutschen Kaiser Wilhelm II. ab 1889 als persönliches Fahrzeug in seinem Hofzug.

## Fahrzeug

### Bau
Die Salonwagen, die der technikbegeisterte und reisefreudige Kaiser von seinen Vorgängern übernahm, waren bei seinem Regierungsantritt 1888 technisch veraltet. Er benötigte deshalb neue Wagen für seinen Hofzug, darunter einen neuen persönlichen Salonwagen. Dieser wurde schon am Ende seiner Kronprinzenzeit in Auftrag gegeben. Um einen möglichst weiten Einsatz gewährleisten zu können, nahm die preußische Eisenbahnverwaltung mit den meisten europäischen Eisenbahnverwaltungen, die normalspurige Strecken betrieben, Kontakt auf, um die technischen Parameter für das Fahrzeug abzusprechen. Hergestellt wurde der Wagen bei Linke-Hofmann in Breslau. Die Anschaffungskosten betrugen 130.000 Mark.
Das Fahrzeug wurde im Laufe seiner Betriebszeit mindestens einmal umgebaut. Da ursprünglich für den Kronprinzen Wilhelm gedacht, sollte es einzeln, außerhalb eines Hofzuges verkehren können. Also war entsprechender Platz für die Begleiter vorzusehen. Als der Wagen von Wilhelm als Kaiser genutzt wurde, lief er im Hofzug, der eigene Wagen für das Personal führte. Daraufhin wurde eines der Begleiterabteile ausgebaut und mit dem gewonnenen Platz der Toiletten- und Waschraum des Kaisers zu einem Ankleidezimmer erweitert.

### Ausstattung

#### Innenausstattung

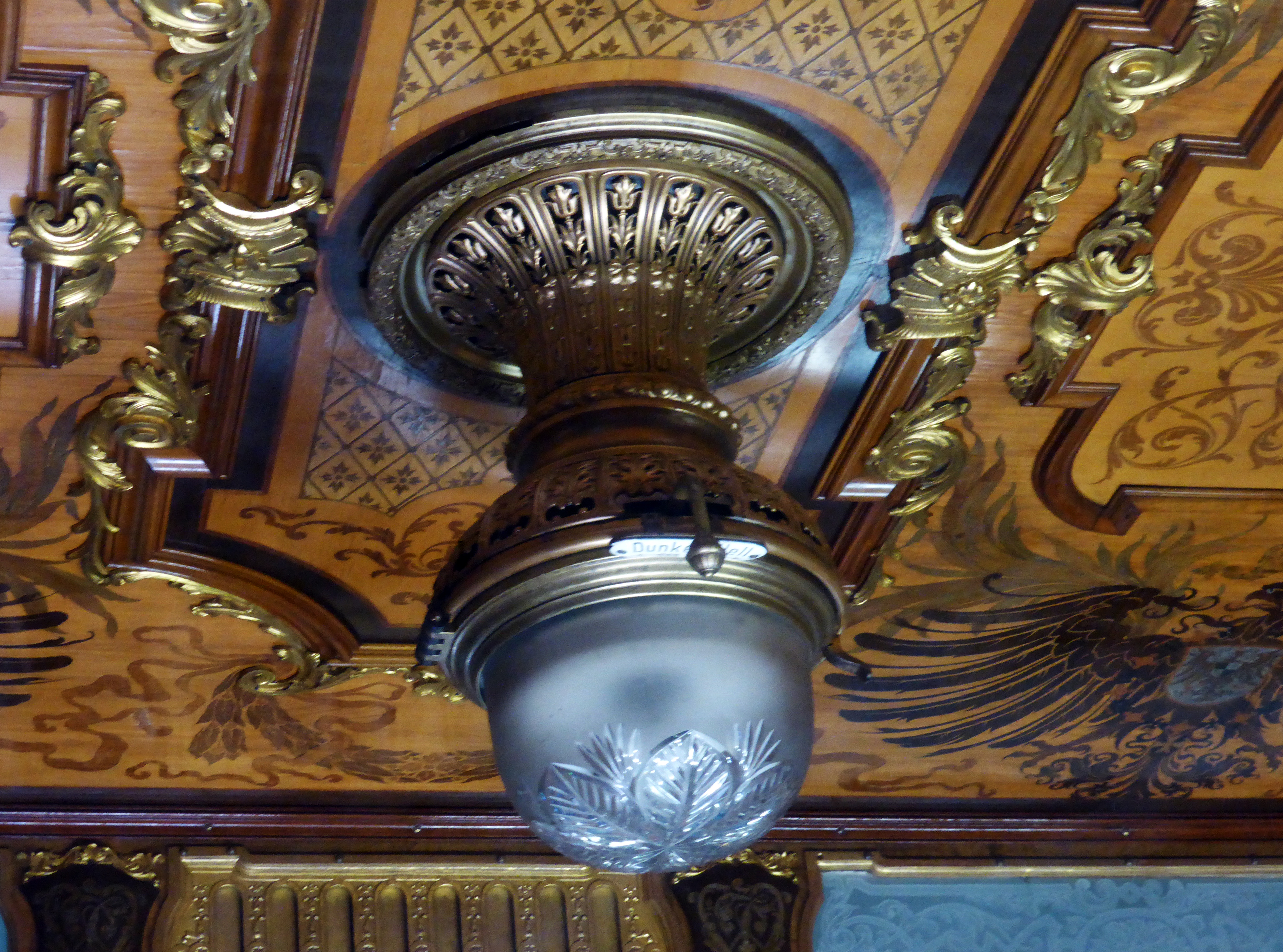
Beleuchtung (Detail)

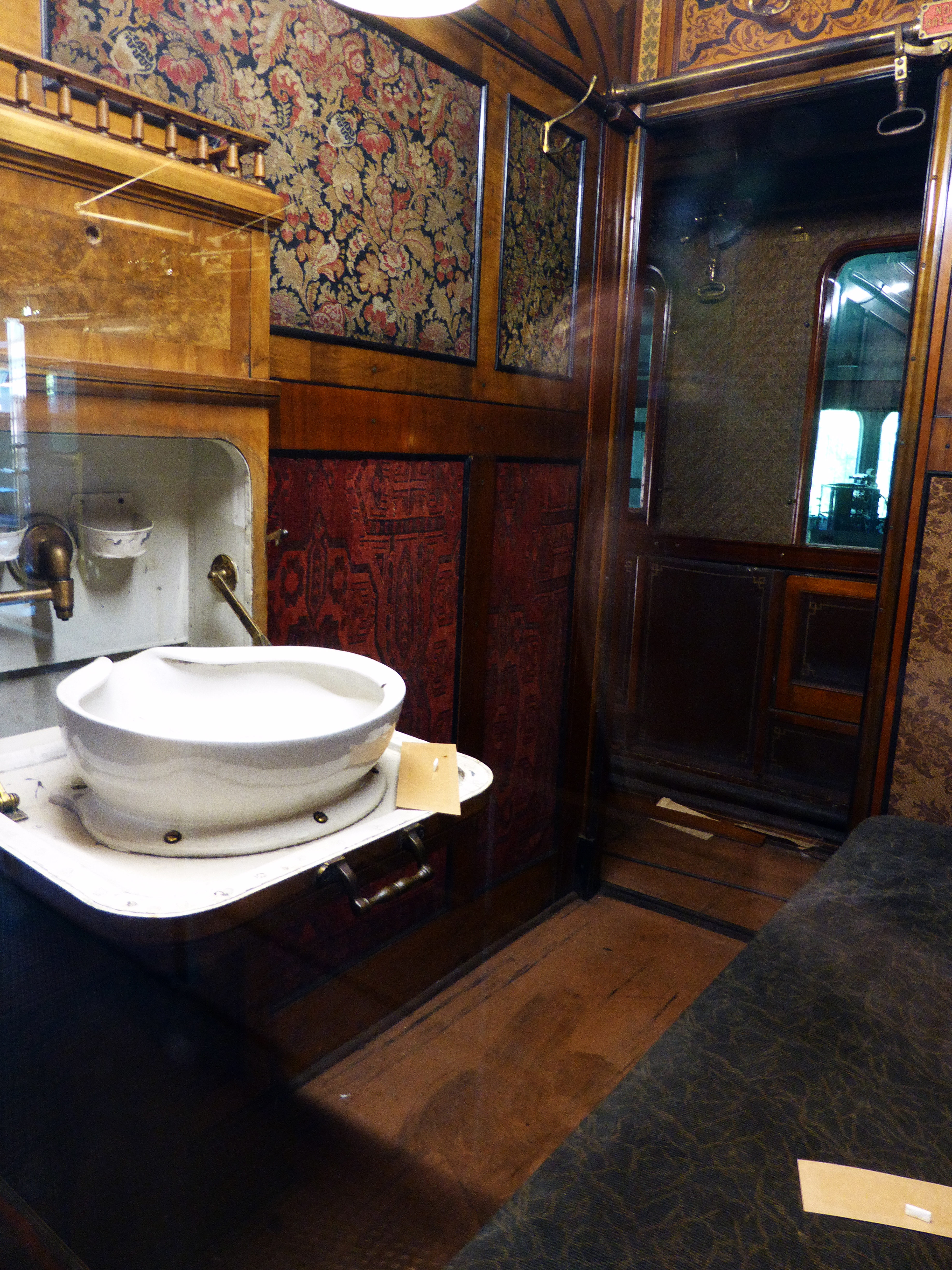
Abteil des Flügeladjutanten mit ausklappbarem Waschbecken

Im letzten Ausbauzustand waren etwa zwei Drittel der Länge des Fahrzeugs für den Kaiser persönlich vorgesehen. Dieser persönliche Bereich war in drei Räume eingeteilt:
- Ein repräsentativ dekorierter Salon mit vorgelagertem Einstiegsraum. Der Salon erstreckte sich über die gesamte Wagenbreite. An dessen innerer Stirnseite führte eine Tür zum Schlafraum des Kaisers, eine zweite in den Seitengang, der sich bis zum anderen Ende des Fahrzeugs erstreckte;
- der relativ kleine Schlafraum hatte nur die Länge des Bettes und keinen Zugang zum Seitengang;
- ein Raum der als Toilette, Wasch- und Ankleideraum diente, größer als der Schlafraum war und vom Gang aus betreten werden konnte.

Daran schlossen sich an – waren jedoch ausschließlich vom Seitengang zu betreten:
- Ein Abteil für den Flügeladjutanten des Kaisers mit eigener Waschgelegenheit;
- ein Abteil für zwei Diener mit Liegen;
- zwei „Personaltoiletten“, eine für den Flügeladjutanten und eine für die Diener;
- ein Heizraum.

Abschließend folgte ein zweiter Einstiegsraum. Die Einstiegsräume waren etwas schmäler als der übrige Wagen, so dass die Türen im Verhältnis zum übrigen Wagenkasten eingezogen waren.
Die Innenausstattung war dem überladenen Stil des Historismus verpflichtet, von Otto Lessing gestaltet, und setzte in großem Umfang Intarsien und Edelholzfurnier ein.

#### Technische Ausstattung

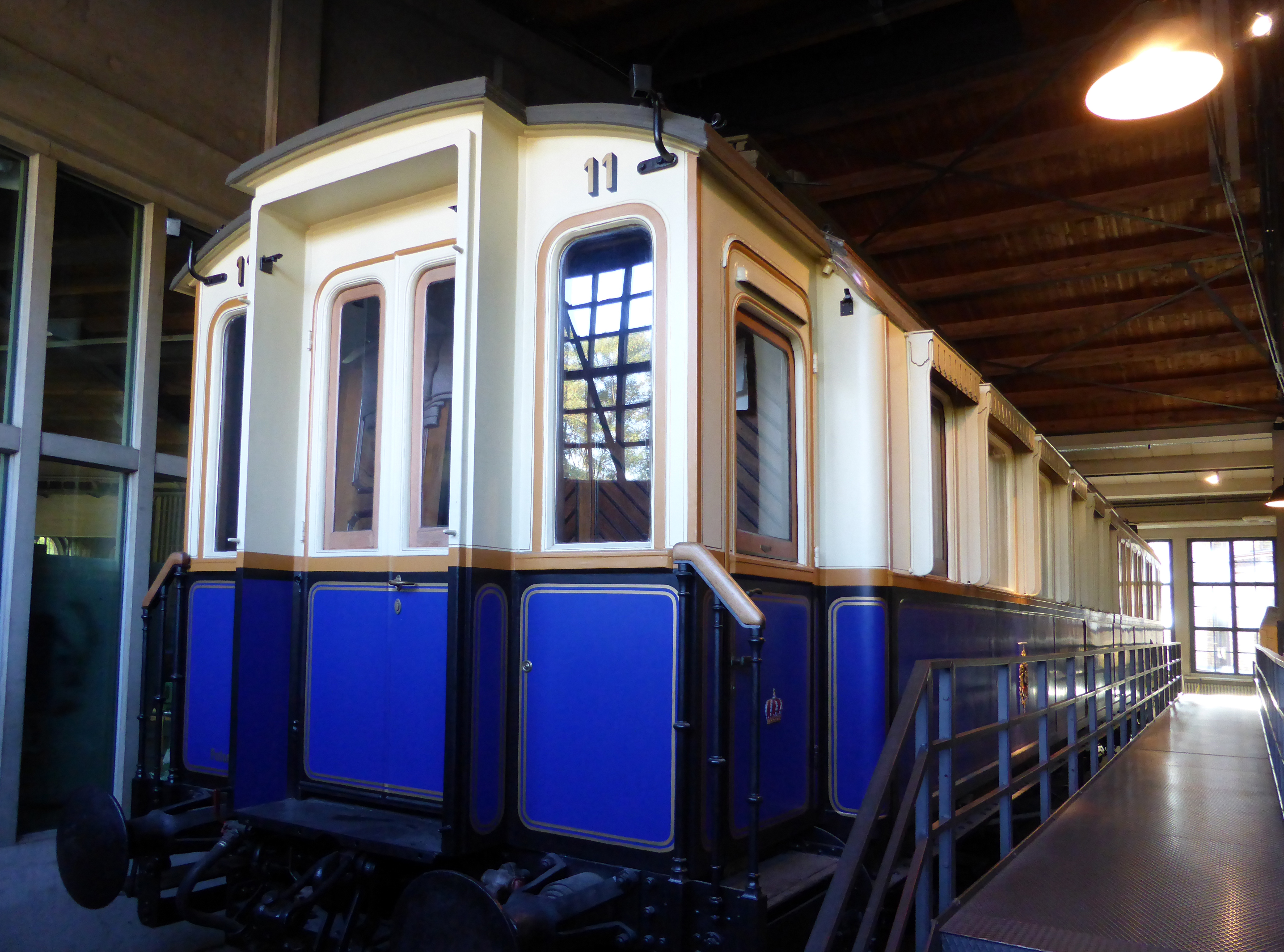
Salonwagen Nr. 1 im Deutschen Technikmuseum Berlin

Der Wagen war mit stahlarmierten Holzträgern ausgeführt. Von der Bauart her entsprach der neue Wagen den künftigen preußischen D-Zug-Wagen und zeigte in der äußeren Form das dafür typische Laternendach. Der Wagen erhielt einen in der preußischen Eisenbahn auffällig cremefarbenen/blauen Außenanstrich.
Zum besonderen Komfort des Fahrzeugs zählten ausklappbare Stufen an den Türen, fugenlose Faltenbälge, Ölgasbeleuchtung (als Notbeleuchtung war Kerzenbeleuchtung möglich) und – später eingebaut – eine batteriegespeiste Zusatzbeleuchtung. Eine Dachabdeckung mit Berieselungsanlage über den kaiserlichen Räumen stellte sicher, dass der Wagen gekühlt werden konnte, wenn er länger in der Sonne stehen musste. Die Fenster des Salons hatten zusätzlich noch außenliegende Jalousien als Licht- und Wärmeschutz. Zum Heizen besaß der Wagen eine Warmwasserheizung. Eine elektrische Klingel ermöglichte es, das Personal herbeizuläuten.
Die Stirnseiten des Wagens wiesen Türen auf, um den Übergang zu anschließenden Wagen zu gewährleisten. Die stählernen Bodenplatten, der aus Leder gefertigte Faltenbalg und die entsprechende Stoffverkleidung an der Innenseite waren nicht Bestandteil des Wagens selbst, sondern mussten bei Zugbildung eingebaut werden.
Im Gegensatz zu D-Zug-Wagen erhielt er dreiachsige Drehgestelle der preußischen Regelbauart. Hier setzten die unterschiedlichen Bremsen an, mit denen das Fahrzeug ausgestattet war. Immer nur eine der Bremsen wirkte auf zwei Achsen eines Drehgestells. Ausgestattet war der Wagen anfangs mit einer Druckluftbremse System Carpenter (später ersetzt durch eine Westinghousebremse) und einer Saugluftbremse für die österreichischen Eisenbahnen. Dass dreiachsige Drehgestelle verwendet wurden, hatte nicht nur etwas mit dem Gewicht des Wagens zu tun: Die Fahrkosten wurden oft nach den zurückgelegten Kilometern und der Anzahl der Achsen berechnet.
Im Toilettenraum des Kaisers und an der entsprechenden, gegenüberliegenden Gangseite gab es je einen Notausstieg – also etwa in der Wagenmitte. Diese sind nie genutzt worden.

## Einsatz

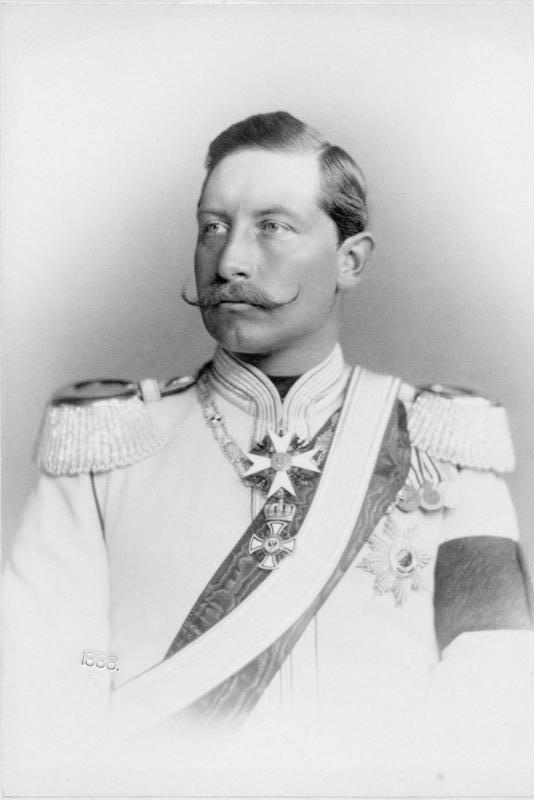
Der erste Nutzer des Wagens: Kaiser Wilhelm II.

Der Wagen war dem Kaiser vorbehalten. Der erste Einsatz nach den Probefahrten erfolgte Anfang August 1889 als der Kaiser seine Nordlandfahrt damit beendete, mit dem neuen Salonwagen Nr. 1 von Wilhelmshaven nach Potsdam zu fahren. Heimatbahnhof des Wagens war der „Hofbahnhof“, ein Teil der Hauptwerkstatt Potsdam. Dort gab es einen, später zwei „Hofwagenschuppen“, um die Fahrzeuge des Hofzuges witterungssicher abstellen und warten zu können.
Mit dem Salonwagen reiste Kaiser Wilhelm II. sehr oft im Verband seines Hofzugs. Diese häufige Nutzung und die ständigen Reisen des Kaisers – er verbrachte mindestens neun Monate des Jahres außerhalb seiner Residenzstädte Berlin und Potsdam – reizten zu Kritik. So wurde, in Anlehnung an den Beginn des Textes der ersten Strophe der deutschen Kaiserhymne, „Heil Dir im Siegerkranz …“, die Spottversion „Heil Dir im Sonderzug …“ kolportiert.
1902 wurde das Fahrzeug durch einen moderneren Wagen ersetzt, der die Bezeichnung „1A“ erhielt, 1904 folgte ein noch moderneres Fahrzeug, das nicht erhalten ist. Der ältere Wagen von 1889 wurde jedoch als Betriebsreserve weiterhin einsatzbereit gehalten. Er wurde 1904 umnummeriert, da der neue Wagen die Bezeichnung „Nr. 1“ führen sollte. Im Laufe der Zeit trug der alte Wagen Nr. 1 folgende Bezeichnungen:
| Ort  | Herkunft   | Gattungsbezeichnung |
| ---- | ---------- | ------------------- |
| 1889 | Nr. 1      |                     |
| 1904 | Berlin 11  |                     |
| 1945 | T-5017     |                     |
| 1946 | 10 207 Bln | Sdr 6 ü Berlin      |

Im Ersten Weltkrieg wurde der Wagen – wie alle des Hofzuges – zur Tarnung grün gestrichen.

## Musealisierung

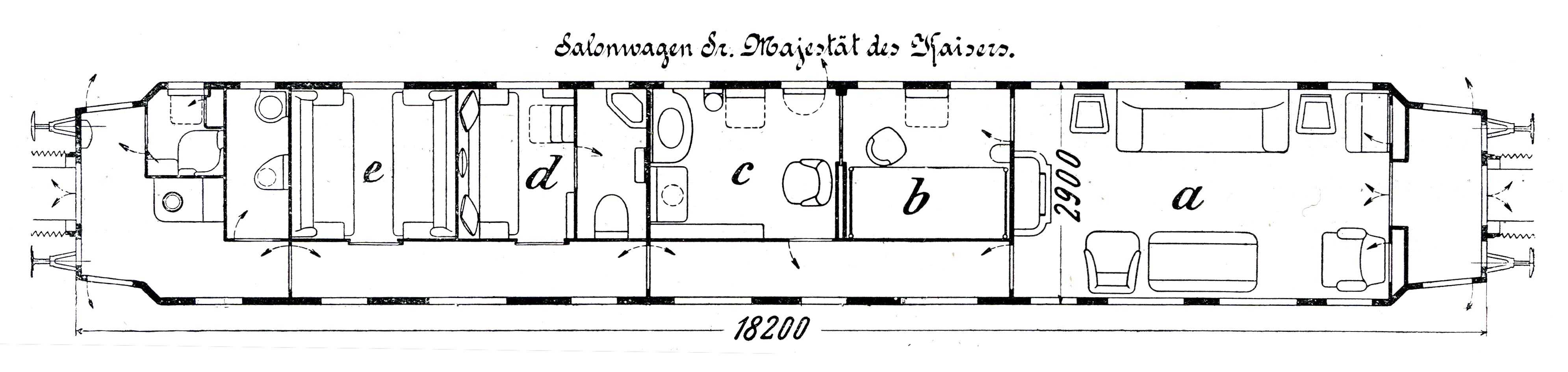
Grundriss

### Bis 1945
Nach dem Ende der Monarchie kam der Wagen am 3. November 1921 als Ausstellungsstück in das Verkehrs- und Baumuseum in Berlin, das ihn – zunächst noch im grünen Tarnanstrich – in dem als Ausstellungshalle dienenden, ehemaligen Hamburger Bahnhof zeigte. Hier erhielt er die Inventarnummer E-0-976. Im Vorfeld zu dem 1935 gefeierten 100-jährigen Jubiläum der Eisenbahn in Deutschland wurde die Außenlackierung in den ursprünglich cremefarben/blauen Anstrich zurückversetzt. Als Museumsobjekt wurde das Fahrzeug mit einer von außen gespeisten elektrischen Innenbeleuchtung versehen, geschädigte Textilien der Innenausstattung mit zeitgenössischen Stoffen, wie sie die Reichsbahn damals für die Ausstattung der ersten und zweiten Klasse verwendete, repariert.
Nach der Operation Gomorrha, verheerenden Luftangriffen auf Hamburg, begann das Verkehrs- und Baumuseum in Berlin mit dem Auslagern seiner wertvollsten Bestände, wozu der „Kaiserwagen“ gehörte. Ein geeigneter Schuppen wurde im Bahnhof Zielenzig gefunden. Am 12. Oktober 1943 wurde mit dem Abtransport begonnen. Dazu wurde alles bewegliche Inventar ausgeräumt, das zwar den Krieg überstand, jedoch in der Nachkriegszeit abhandenkam. Da das Museum keinen Gleisanschluss hatte, wurde er von Mitarbeitern der Reichsbahn mit einem fliegenden Gleis zum Lehrter Güterbahnhof und von dort mit einer Rangierlokomotive und 20 km/h Höchstgeschwindigkeit in das Reichsbahnausbesserungswerk Potsdam geschleppt. Dort wurde er für die Fahrt nach Zielenzig ertüchtigt, wo er am Morgen des 30. Oktober 1943 ankam.

### Erneuter Einsatz

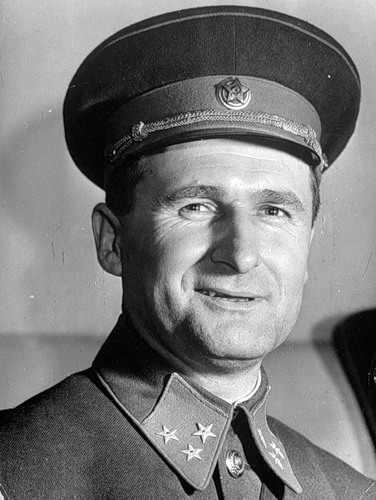
Der letzte Nutzer des Wagens: Marschall Wassili Danilowitsch Sokolowski (1941)

Der Wagen fiel der Roten Armee in Zielenzig Anfang 1945 in die Hände. Er erhielt Beschriftungen in kyrillischer Schrift. Weitere Aufschriften weisen darauf hin, dass der Wagen bereits im Februar 1946 eine Untersuchung erhielt, also wieder fahrtüchtig war, und dass er mit einer Lichtmaschine für die elektrische Beleuchtung versehen wurde. Er stand Marschall Wassili Danilowitsch Sokolowski als Oberstem Chef der Sowjetischen Militäradministration in Deutschland und Oberkommandierendem der Gruppe der Sowjetischen Streitkräfte in Deutschland bis 1949 zur Verfügung. Konkrete Belege, wer ihn tatsächlich genutzt hat, liegen nicht vor.

### Nach 1950
Die zeitlich folgenden Aufschriften auf dem Wagen zeigen, dass er in Berlin-Rummelsburg stationiert war und belegen die bis 1953 fortlaufenden Untersuchungen zur Lauffähigkeit, die einen – zumindest gelegentlichen – Einsatz des Fahrzeugs wahrscheinlich machen. Am 6. August 1954 identifizierte ein Mitarbeiter des Verkehrsmuseums Dresden das Fahrzeug in der Mitropa-Werkstatt in Gotha. Er war dort für die FDJ reserviert, der es als fahrbares Propaganda-Lokal zur Verfügung gestellt werden sollte. Im Oktober 1954 bekam das Verkehrsmuseum Dresden den Wagen zugewiesen. Nachdem es aufgrund fehlender Finanzmittel nicht gelang, den Wagen in Gotha zu sanieren, ließ das Museum ihn am 20./21. Juni 1955 aus Gotha abholen, um ihn näher an seinen Standort zu bringen. Die Ausstellung in Dresden war damals noch nicht wiedereröffnet. Er wurde in einem Lokschuppen in Coswig abgestellt, wo der Bodenbelag gestohlen wurde. Als dieser Lokschuppen 1967 abgerissen werden sollte, wurde der Wagen im Lokschuppen von Tharandt abgestellt, der frei wurde, weil im Jahr zuvor die Bahnstrecke Dresden–Werdau elektrifiziert worden war und damit die vorher erforderlichen Schiebelokomotiven für die Steilrampe bis zum Bahnhof Klingenberg-Colmnitz abgezogen wurden. Der Lokschuppen war baulich in einem schlechten Zustand, so dass der Wagen Schäden durch eindringendes Wasser erlitt. Er wurde daraufhin in eine ehemalige Triebwagenhalle im Bahnbetriebswerk Dresden-Pieschen gestellt. Hier entstanden weitere Schäden aufgrund des ungeeigneten Raumklimas. Ende der 1980er Jahre wurde sich die Verkehrsverwaltung der DDR des Wertes bewusst, den der Wagen darstellte. Der Versuch, den Wagen durch das Reichsbahnausbesserungswerk Potsdam wiederherstellen zu lassen, scheiterte an mangelnder Kapazität.

### Heutiger Verbleib
Erst nach der Wiedervereinigung konnte der Wagen am 10./11. Oktober 1990 von Dresden nach Potsdam überführt werden. Die Beteiligten, die Reichsbahn und die beiden Museen in Dresden und Berlin, einigten sich schließlich 1992 über die Art der Sanierung und die Kosten: Der Salonwagen Nr. 1 des Kaisers wurde als Leihgabe des Verkehrsmuseums Dresden dem Deutschen Technikmuseum Berlin zur Ausstellung überlassen. Er wurde in Potsdam äußerlich restauriert. Die innere Restaurierung erfolgt seit etwa 20 Jahren in kleinen Schritten durch das Deutsche Technikmuseum Berlin. Der Wagen kann deshalb nur von außen besichtigt werden.

## Literatur

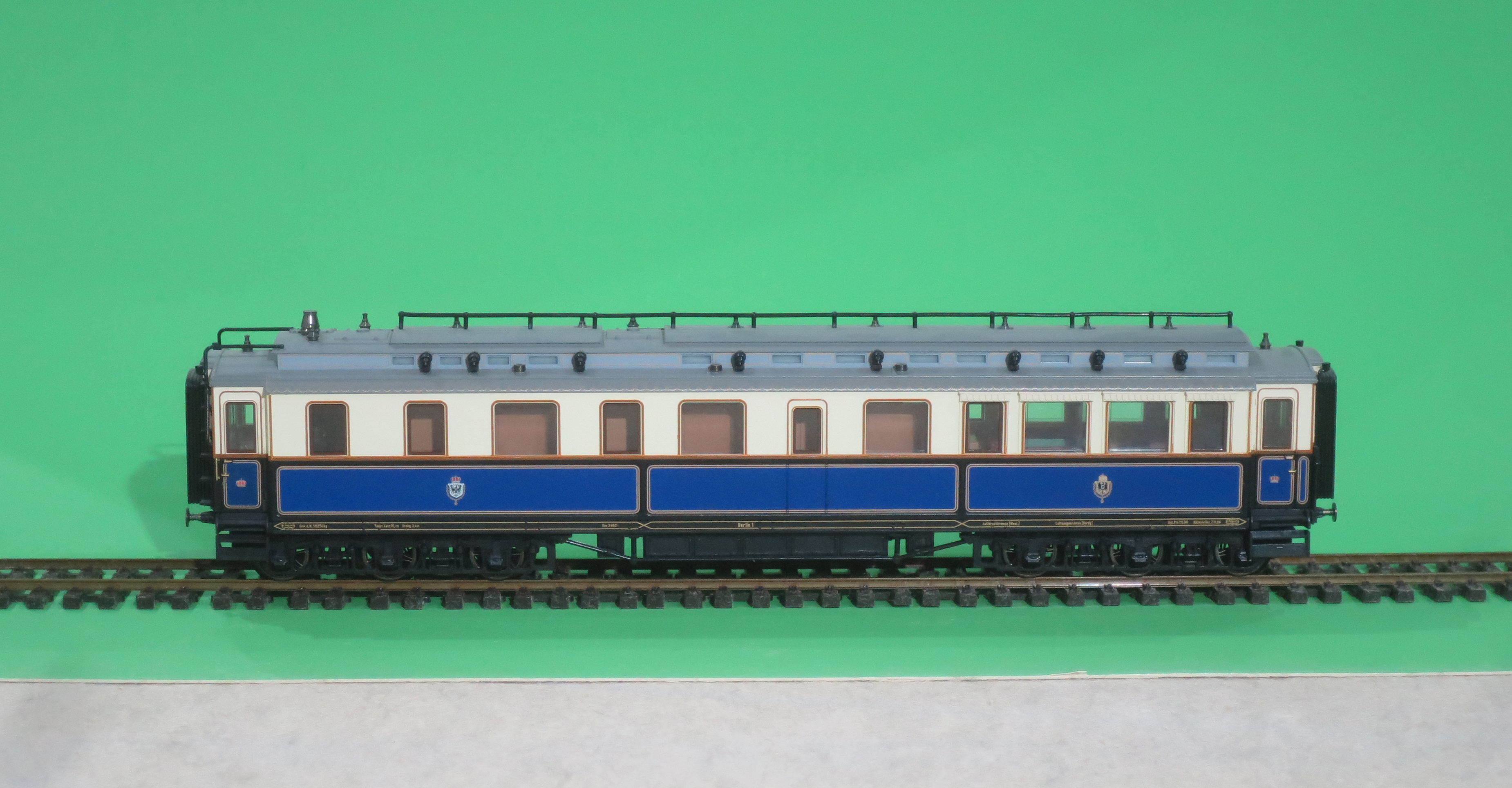
Modell des Salonwagens von Märklin, 1995/97

## Weblinks

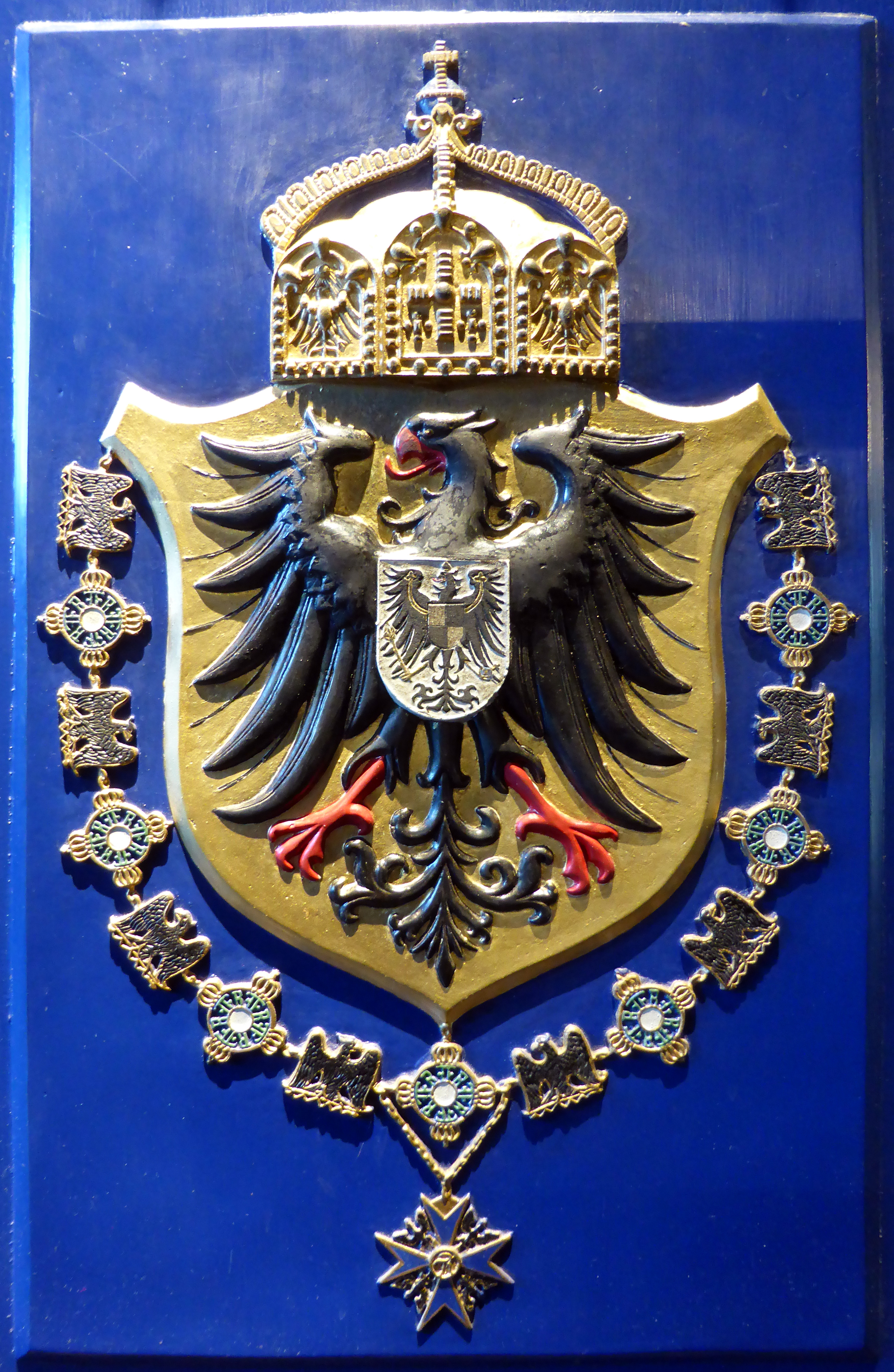
Wappen am Wagen